# 琉球新報児童文学賞
琉球新報児童文学賞（りゅうきゅうしんぽうじどうぶんがくしょう）は、日本の文学賞。
1988年、子どもたちの夢と希望を育む児童文学の振興を目的として、『琉球新報』創刊95年を記念して創設された。琉球新報社が主催している。応募規定は、創作昔ばなし部門が、子どもたちに語り聞かせるスタイルの作品で、400字詰め原稿用紙10枚、短編児童小説部門が、子どもたちが読むスタイルの作品で、400字詰め原稿用紙20枚。応募資格は、沖縄県出身者および県内在住者。両部門の当選作品各1編に5万円と記念品が、佳作に3万円が贈られる。第10回受賞のもりおみずきは、第17回小川未明文学賞優秀賞、第6回北日本児童文学賞優秀賞を受賞している。